# Elaphria venustula
Elaphria venustula là một loài bướm đêm trong họ Noctuidae.

## Hình ảnh

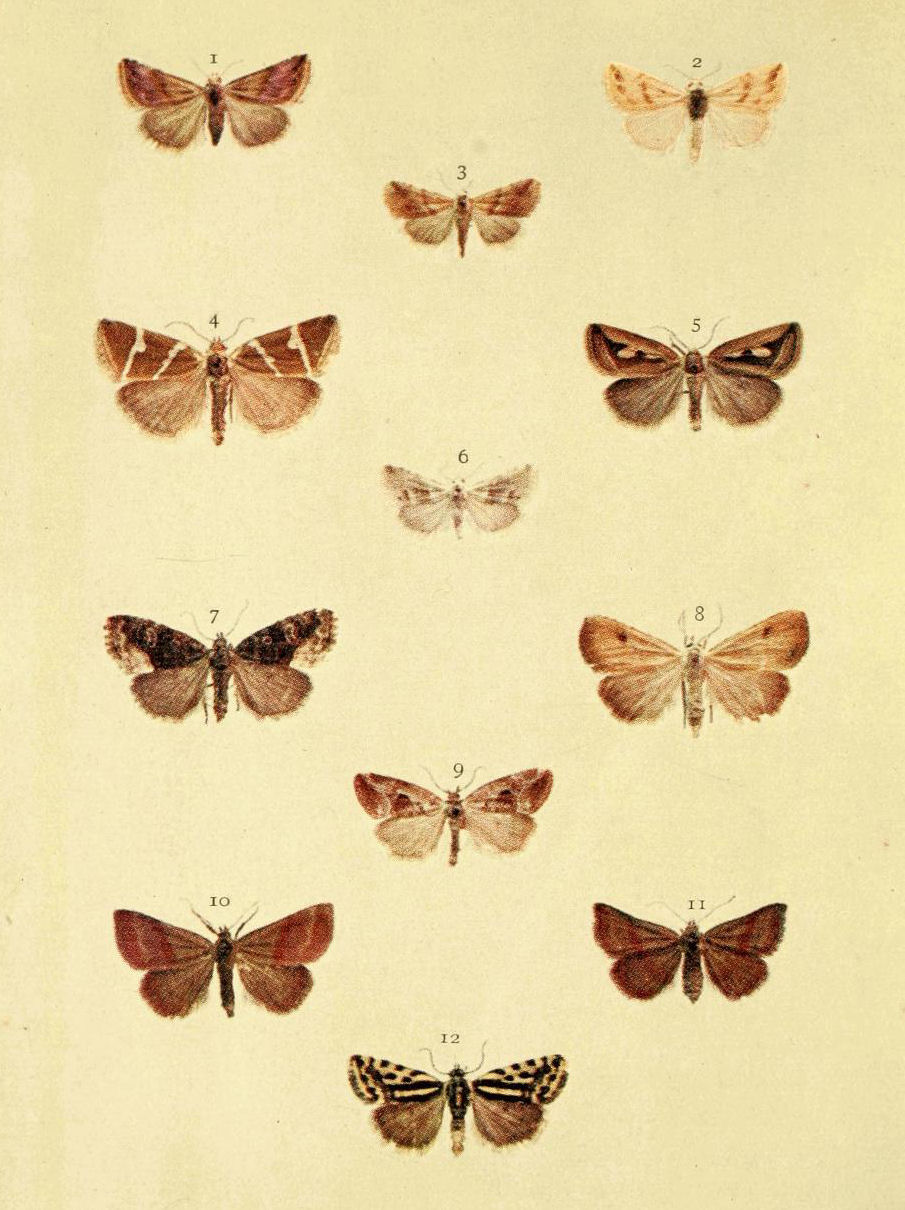
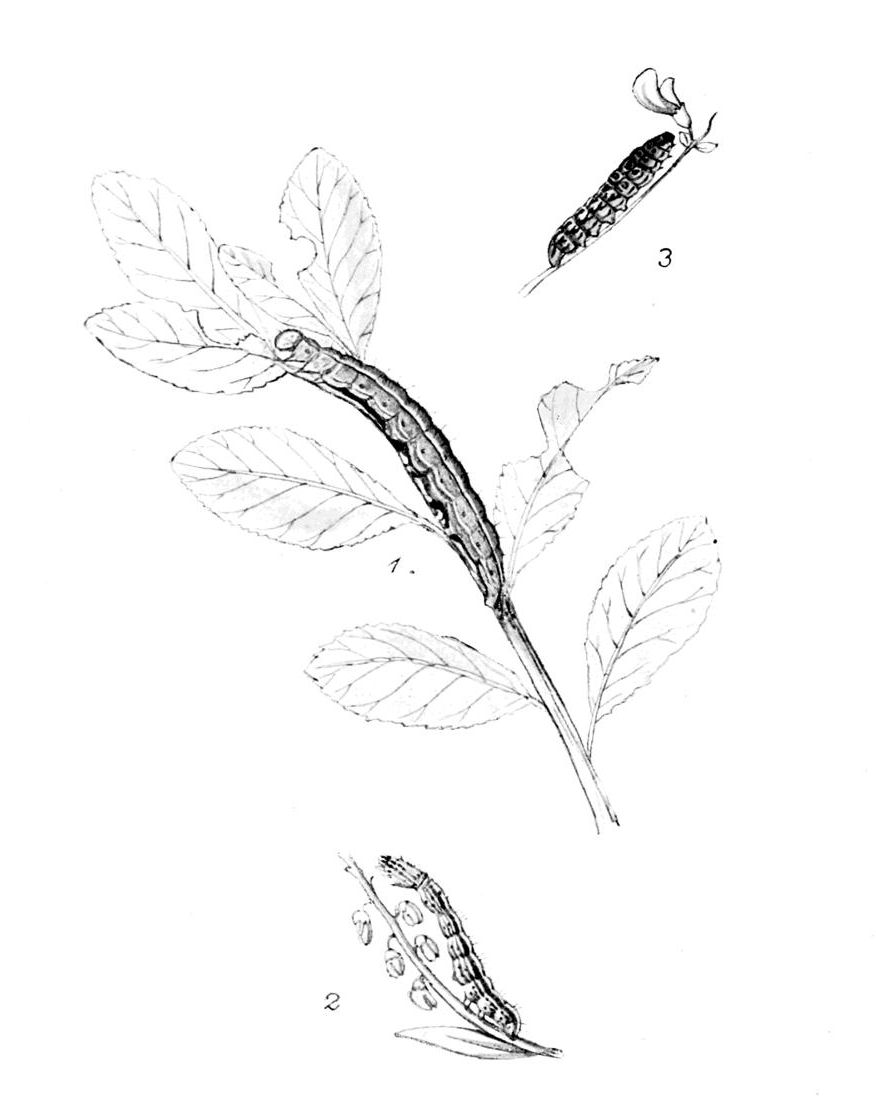